# Enriqueta Martí
Enriqueta Martí Ripollés (Sant Feliu de Llobregat, 2 febbraio 1868 – Barcellona, 12 maggio 1913) è stata una serial killer spagnola rapitrice e prosseneta di bambini.
Indagini recenti sostengono che Enriqueta non fosse un'assassina di bambini, ma una disturbata mentale a cui si poteva con certezza imputare soltanto il rapimento di una giovane.

## Biografia
Enriqueta Martí, nata in un paese vicino a Barcellona, è figlia di un alcolizzato e di una donna delle pulizie. La povertà della famiglia ben presto segna la sorte della fanciulla, che, dopo aver lavorato come domestica e nutrice, a 16 anni si avvia ad esercitare la prostituzione nel quartiere del porto di Santa Madrona. A vent'anni conosce e sposa Juan Pujalò, un pittore di nature morte che rimangono spesso invendute o acquistate per somme modeste. Enriqueta cerca allora di sfuggire alla miseria ricorrendo al precedente mestiere, che non è apprezzato dal marito il quale, dopo dieci anni di convivenza, la lascia.
Il 10 febbraio 1912, in un attimo di distrazione della madre, scompare una bambina di 5 anni: Teresita Guitart Congost. La sparizione si aggiunge a quelle di altri bambini non più ritrovati avvenute negli ultimi tempi a Barcellona, dove l'opinione pubblica spagnola insorge accusando d'ignavia le istituzioni. Il 17 febbraio dello stesso anno, una donna, Claudia Elías, vede una bambina sconosciuta che occhieggia da una finestra di una casa situata di fronte alla sua al 29 di Carrer de Ponent. Elías pensa che si tratti della bimba scomparsa e comunica i suoi sospetti al marito, che informa la polizia sulla strana donna che abita in quella casa con una bambina mai vista prima nel quartiere. 

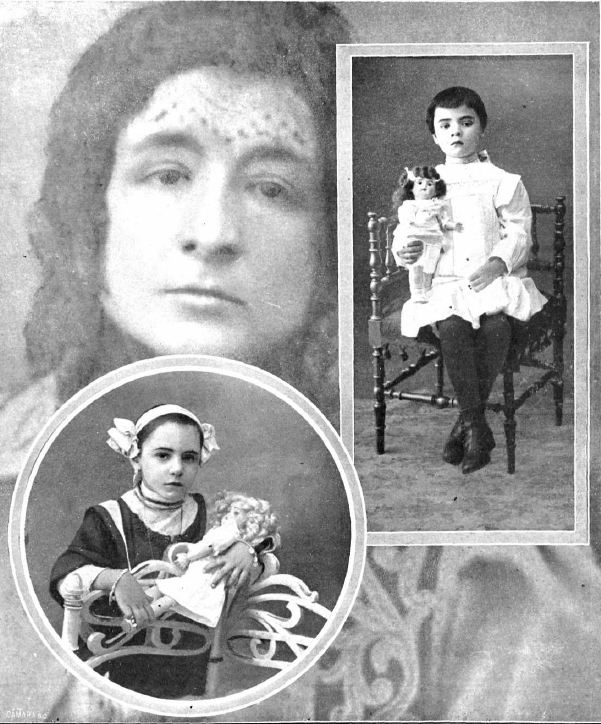
Enriqueta Martí e le due bambine rapite

La donna è Enriqueta Martí, che, negli ultimi tempi, all'attività di prostituta ha aggiunto quella di fattucchiera che fabbrica e vende con profitto pozioni miracolose in grado di guarire ogni male. Enriqueta è conosciuta dalla polizia come facoltosa possidente di vari immobili e viene quindi mandato per una perquisizione l'agente Ribot con due poliziotti. Gli agenti trovano nella casa due bambine e, alla domanda di chi esse siano, Enriqueta mente, affermando che una è sua figlia Angelita e l'altra, con la testa rasata, è una bambina da lei trovata abbandonata per strada, alla quale ha dato rifugio. Interrogata dagli agenti, la bambina dice che in quella casa le hanno detto di chiamarsi Felicidad; in realtà è Teresita, la bimba scomparsa, che viene restituita alla famiglia.
Dai successivi interrogatori e perquisizioni della casa di Enriqueta, emerge alla fine tutta la verità. Le due bambine raccontano che assieme a loro c'era anche un bambino, Pepito, che era stato rinchiuso in una stanza dove era stato loro proibito di entrare. Le due bambine, approfittando dell'assenza della donna, erano invece andate a trovare il loro compagno in castigo, ma nella stanza vuota c'era solo tanto sangue ed un odore nauseabondo. Quando Enriqueta era tornata, si era accorta che le due bambine le avevano disobbedito e, per impaurirle, quella sera le aveva costrette a mangiare un brodo dove galleggiavano due piccoli piedi lessi. Quando la polizia compie ulteriori sopralluoghi nella casa di Calle de Ponente, trova una quantità di prove che confermano il terribile racconto delle bambine: 
Sono questi gli ingredienti con i quali Enriqueta confeziona le pozioni che vende a facoltosi clienti i cui nomi, annotati diligentemente dalla donna in un registro, portano alla scoperta di personaggi influenti, che comprano le pozioni ed anche le prestazioni sessuali fornite dai bambini. Del resto, Enriqueta era stata già precedentemente denunciata per sfruttamento della prostituzione minorile, ma nessuna indagine era stata avviata poiché era rimasto coinvolto nel caso un importante personaggio pubblico.
Enriqueta viene processata e condannata a morte, ma, prima che la condanna venga eseguita, viene trovata morta nella sua cella, uccisa da un'altra carcerata.